# Jacky Duguépéroux
Jacky Duguépéroux (ur. 2 stycznia 1948) – francuski trener i piłkarz.

## Sukcesy

### Jako piłkarz
- Division 1 1979 (RC Strasbourg, jako kapitan zespołu[1])

### Jako trener
- Puchar Ligi Francuskiej 1997 (RC Strasbourg)
- Puchar Francji 2001 (RC Strasbourg)
- Puchar Ligi Francuskiej 2005 (RC Strasbourg)
- Finalista Pucharu Francji 1995 (RC Strasbourg)